# Jakub Różalski

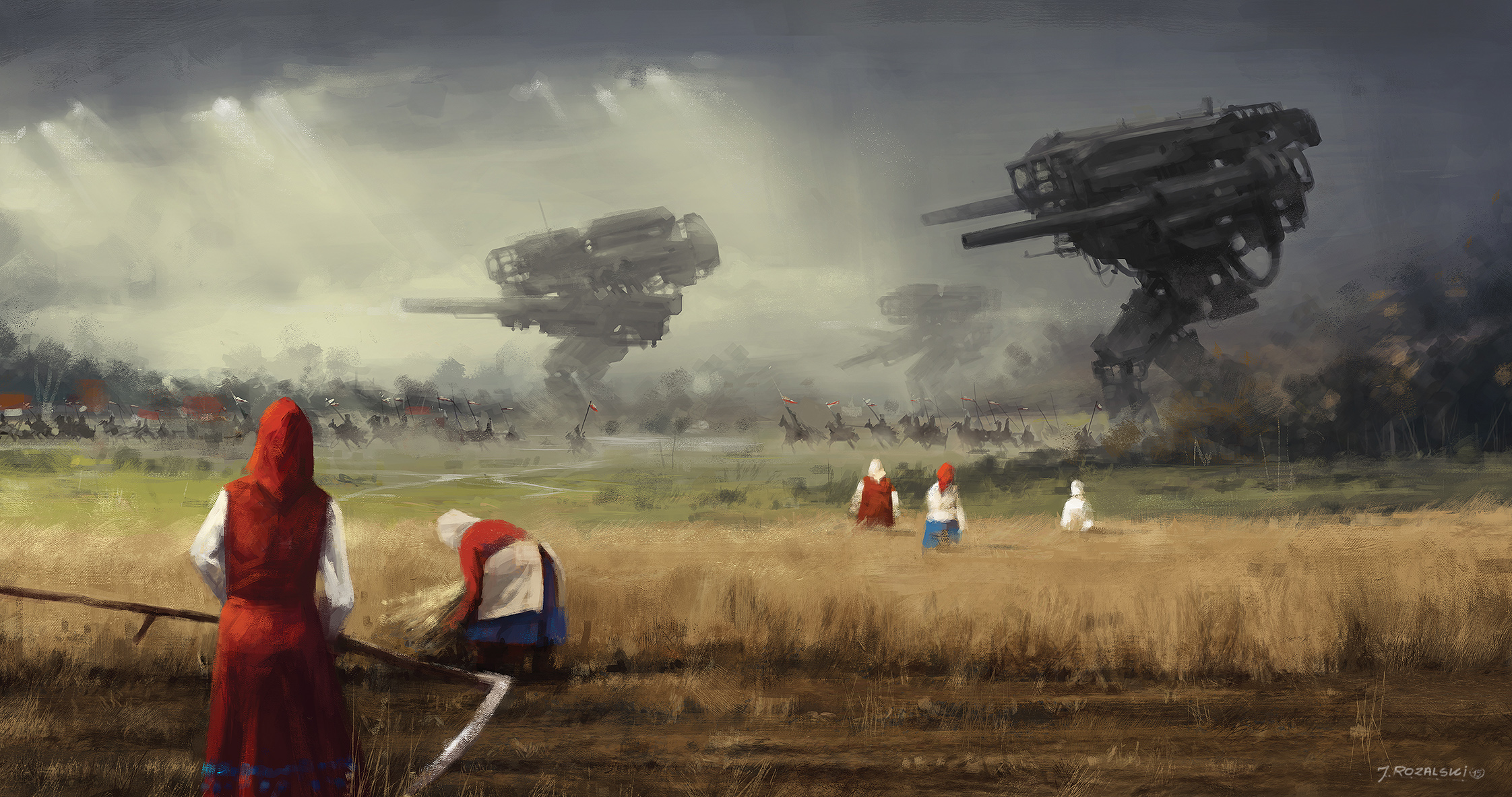
1920 – before the storm, Jakub Różalski

Jakub Różalski (ur. 1981) – polski grafik, malarz, artysta koncepcyjny i ilustrator. Pochodzi z Koszalina. Przez kilka lat żył za granicą. Pracował przy filmie Kong: Wyspa Czaszki, tworząc do niego grafiki koncepcyjne. Popularność zdobył dzięki swojemu malarskiemu projektowi 1920+, tworząc alternatywne uniwersum, w którym łączy motywy kawalerii, polskiej armii i codziennego życia wsi z malarstwem XIX i XX wieku.

## Uniwersum 1920+
Projektem malarskim 1920+ na początku zainteresował się Jamey Stegmaier, który w 2015 rozpoczął zbiórkę pieniędzy na wydanie gry Scythe na platformie Kickstarter. Dzieło miało być zainspirowane twórczością Różalskiego. W trakcie zbiórki udało się zebrać 1,8 mln dolarów. Produkcję wsparło 18 tysięcy osób. Sukces pozwolił między innymi na dodatkowe stworzenie puzzli, przedstawiających reprodukcje obrazów twórcy.
W marcu 2018 studio King Art Games rozpoczęło kolejną zbiórkę na grę zainspirowaną uniwersum 1920+, tym razem na grę Iron Harvest. W 36 godzin od rozpoczęcia zbiórki udało się zebrać 1,3 miliona dolarów.  Gra ukazała się 1 września 2020 roku.
23 maja 2018 nakładem wydawnictwa SQN wydana została antologia pt. Inne światy, zawierająca opowiadania dziesięciu polskich pisarzy inspirowanych obrazami Jakuba Różalskiego. 24 maja 2018  w Muzeum Magicznego Realizmu „Ochorowiczówka” w Wiśle otwarta została pierwsza w Polsce i druga na świecie stała wystawa prac artysty pt. Inne światy.

## Życie prywatne
Mieszka wraz z żoną pod Krakowem.